# Межлайшкис, Иозас Винцович
Иозас Винцович Межлайшкис (лит. Jonas Miežlaiškis; 1912 год — дата смерти неизвестна) — председатель колхоза «Шешупе» Капсукского района Литовской ССР. Герой Социалистического Труда (1958). Депутат Верховного Совета СССР 5-го созыва.
Родился в 1912 году в крестьянской семье. В 1949 году избран председателем колхоза «Шешупе» Капсукского района. Вывел колхоз в число передовых сельскохозяйственных предприятий Литовской ССР. 5 апреля 1958 года Указом Президиума Верховного Совета СССР удостоен звания Героя Социалистического Труда «за выдающиеся успехи, достигнутые в деле развития сельского хозяйства по производству зерна, картофеля, сахарной свеклы, мяса, молока и других продуктов сельского хозяйства, и внедрение в производство достижений науки и передового опыта» с вручением ордена Ленина и золотой медали «Серп и Молот».
Избирался депутатом Верховного Совета СССР 5-го созыва (1958—1962).
Награды и звания
- Герой Социалистического Труда
- Орден Ленина
- Орден Трудового Красного Знамени (22.03.1966)